# Viadana altera
Viadana altera är en insektsart som först beskrevs av Brunner von Wattenwyl 1891.  Viadana altera ingår i släktet Viadana och familjen vårtbitare. Inga underarter finns listade i Catalogue of Life.